# ناحیه کدار کریک، شهرستان وکسفورد، میشیگان
ناحیه کدار کریک (به انگلیسی: Cedar Creek Township) یک منطقهٔ مسکونی در ایالات متحده آمریکا است که در شهرستان وکسفورد، میشیگان واقع شده‌است.
 ناحیه کدار کریک ۸۸٫۶ کیلومتر مربع مساحت و ۱٬۴۸۹ نفر جمعیت دارد و ۳۹۱ متر بالاتر از سطح دریا واقع شده‌است.